# Dmitri Merejkovski

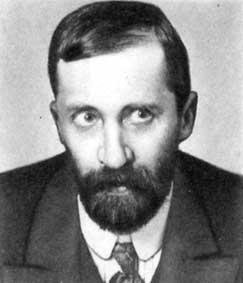
Dmitry Merezhkovsky

Dmitri Sergeevici Merejkovski (în rusă Дмитрий Сергеевич Мережковский, n. 14 august [S.V. 2 august], 1865, Sankt Petersburg - d. 9 decembrie, 1941, Paris) a fost un scriitor rus, considerat ideologul simbolismului din literatura rusă. Dmitri Merejkovski a fost căsătorit cu Zinaida Gippius în perioada 1889 - 1941. 

## Scrieri
- 1893: O pricinah upadka i o novîh teceniiah sovremennoi ruuskoi literaturî ("Cauzele decadenței și ale noilor curente în literatura rusă contemporană");
- 1890: Simvolî ("Simboluri");
- 1896: Novîe stihotvoreniia ("Poezii noi");
- 1894: Smert' bogov. Julian Otstupnik ("Moartea zeilor. Iulian apostatul");
- 1901: Vosskreseniie bogov. Leonardo da Vinci ("Învierea zeilor. Leonardo da Vinci"), roman de evocare a personalităților;
- 1905: Antihrist. Piotr i Aleksei ("Antihrist. Petru și Aleksei");
- 1901/1902: Tolstoi i Dostoevski ("Tolstoi și Dostoievski"), studii.